# Christian Thielen
Christian Thielen (ur. 25 grudnia 1978 w Luksemburgu) – luksemburski lekkoatleta.
Lekkoatletykę zaczął trenować w 1990 roku.
Wielokrotny medalista igrzysk małych państw Europy. W 1997 zdobył złoty medal w sztafecie 4 × 400 m, w 1999 wywalczył złoty medal w tej samej konkurencji (startował tylko w eliminacjach), w 2001 został brązowym medalistą w biegu na 1500 m, w 2005 zdobył srebrny medal w tej samej konkurencji, w 2007 wywalczył brąz w biegu na 1500 m, a w 2009 został srebrnym medalistą w sztafecie 4 × 400 m i biegu na 1500 m.
Mistrz Luksemburga w biegu na 800 m z 2001 i biegu na 1500 m z 1997, 1999 i 2002, wicemistrz kraju na 800 m z 2004, 2005, 2006 i 2009 oraz na 1500 m z 2006 i 2011, a także brązowy medalista mistrzostw Luksemburga na 800 m z 2007. Reprezentant klubu CS Luxembourg trenowany przez Camille Schmita.
Rekordy życiowe:
- 400 m – 52,61 s (Diekirch, 27 kwietnia 2002)
- 800 m – 1:55,09 s (Dudelange, 7 września 2002)
- 1000 m – 2:24,86 s (Esch-sur-Alzette, 7 czerwca 2002)
- 1500 m – 3:48,10 s (Dudelange, 30 kwietnia 2000)

Był również członkiem sztafety 4 × 800 m, która 5 września 1999 w Luksemburgu ustanowiła czasem 7:44,23 s rekord Luksemburga.